# Малахіт (динамічний захист)

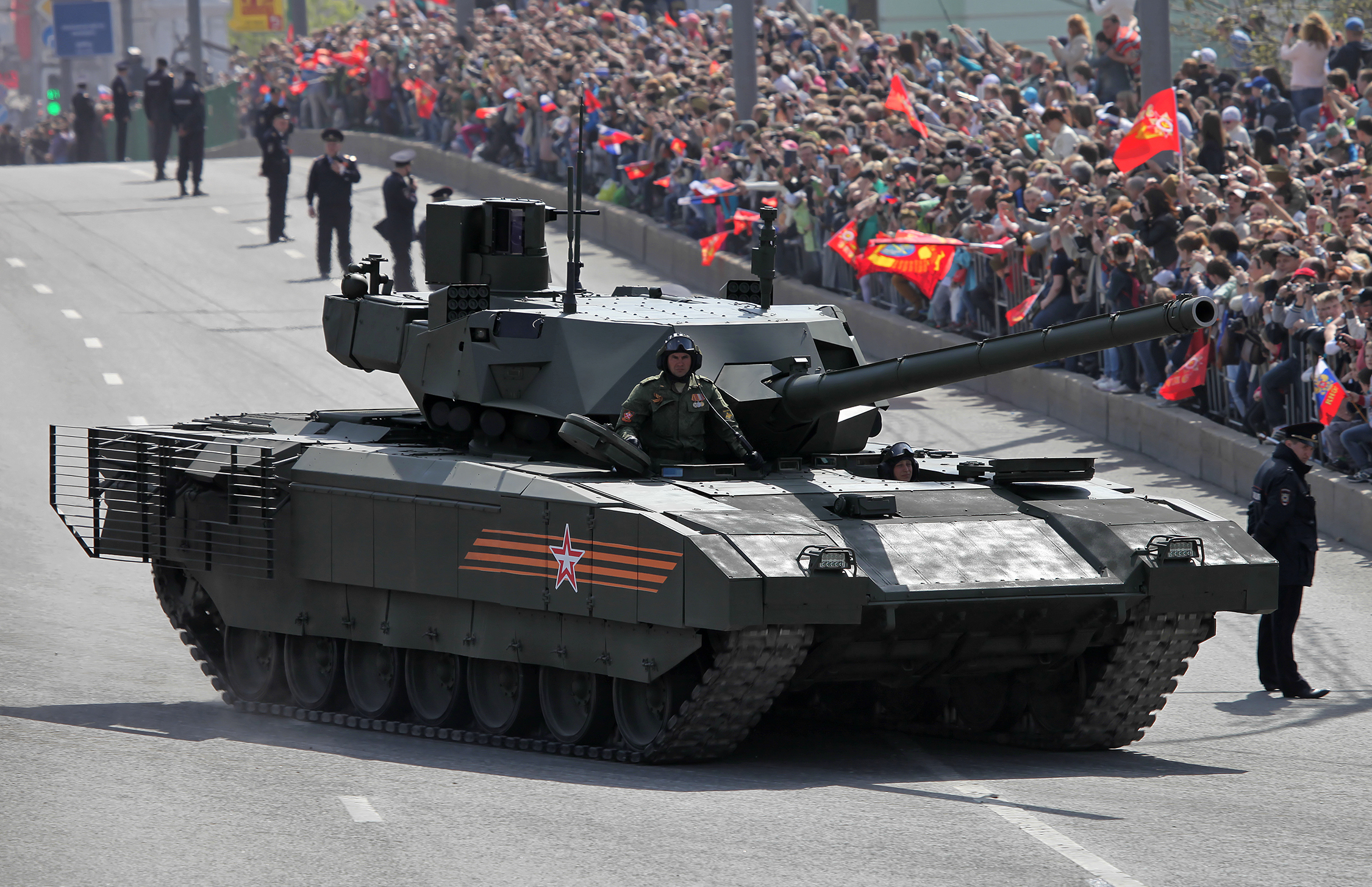
На відкритому люці Т-14 видно модуль динамічного захисту даху танка

«Малахіт» — російський модульний комплекс вмонтованого динамічного захисту четвертого покоління розробки НДІ Сталі використовується в бойових машинах сімейства «Армата» (танк Т-14, БМП Т-15 тощо)

## Внутрішня конструкція динамічного бронювання
На поточний момент конструктори розкрили частину характеристик динамічного бронювання танка Т-14, такі як підвищена стійкість до бронебійних оперених підкаліберних снарядів (БОПС), поліпшення захисту від важких ракет ПТКР, а також підвищення ККД динамічного бронювання за рахунок збільшення руйнування снарядів і ракет меншою кількістю вибухової речовини. Однак конструкторами не розкрита конструкція нової системи динамічного захисту. Існує тільки припущення експертів Janes про те, що новий динамічний захист є розвитком ВДЗ «Релікт» від Т-90. Тим часом ряд заяв конструкторів можуть вказувати на принципово новий варіант конструктиву модулів: конструктори заявляють незвичайне підвищення ККД захисту, конструктори заявляють про можливість відбивати БОПС без відсилання до основного бронювання, нарешті самі конструктори заявляють про принципово новий конструктив ВДЗ. Оскільки зазначені характеристики обіцяються потенційним покупцям Армата Т-14 малоймовірна їх недостовірність. Реальний конструктив динамічного захисту може виявитися дійсно принципово новим в тому числі метанням пластин ВДЗ за рахунок управління електронікою.

## Динамічний захист від бронебійних оперених підкаліберних снарядів
Конструктори Т-14 стверджують, що на танку буде встановлено нове покоління динамічного бронювання, яке вперше здатне не тільки протидіяти кумулятивним боєприпасам, а й руйнувати найсучасніші підкаліберні снаряди НАТО як то DM53 і DM63, які були спеціально сконструйовані для пробивання існуючих російських динамічних захистів «Контакт-5» і «Релікт» шляхом використання сегментованої конструкції сердечника. В цілому, інформацію про те, що Армата Т-14 буде невразлива для Rheinmetall DM 63, підтвердили і самі представники Бундесверу.
На думку експертів Jane's 360 на Т-14 встановлена перспективна система вмонтованого динамічного захисту «Малахіт», зроблена за технологією «подвійного підриву» модуля ВДЗ («dual-reactive amor»), яка застосовується і в «Релікт». Business Insider описує принцип дії активної броні Т-14 так: ВДЗ зроблена як двошарова, в сторону боєприпасу відстрілюється бронекришка модуля, а друга демпферна пластина відстрілюється в сторону броні в зазорі. Це зроблено для того, щоб зігнути або розірвати стрижень бронебойного підкаліберного снаряда, який входить, між розбіжними пластинами.
НДІ Сталі оцінює свої ВДЗ третього покоління як захист від американських БОПС класу М829А2 і M829A3 з бронепробиттям до 800мм Частина експертів підтримують такі оцінки, беручи захист бортів Т-14 прикритим «Малахітом» як еквівалент броні не менш 700—750 мм. Інші експерти вважають такі оцінки завищеними

## Захист від важких ракет ПТРК
В інтерв'ю ТАРС розробники Т-14 повідомили про можливість нового динамічного захисту протистояти «перспективним протитанковим ракетним комплексам». Експерти відзначають, що ймовірно мається на увазі здатність динамічного захисту Т-14 протистояти ПТРК з особливо потужними бойовими частинами як у Javelin при куті вильоту до 60 градусів і в тому числі при атаці в дах танка.
Розробники Т-14 відмовляються повідомити детальні ТТХ нового динамічного захисту, вказуючи лише, що вона перевершує «Контакт-5» і «Релікт». ВДЗ «Релікт» здатна протистояти навіть тандемним боєприпасам і боєприпасам типу «ударне ядро» за рахунок метання в їх сторону масивної бронекришки.

## Майже повний захист від легких ракет РПГ без засліплення танка від втрати приладів
Застосування ручних протитанкових гранатометів проти «Малахіту» не матиме істотного ефекту, навіть сучасні РПГ з тандемною бойовою частиною не зможуть вразити танк в 95 % випадків. Відзначимо, що близька до 100 % ефективність динамічного захисту Т-14 від легких РПГ не є унікальною, а скоріше стандартною для сучасних танків. Наприклад, динамічний захист танка Challenger 2 успішно витримував до 15 влучень з РПГ-7 і зберіг життя екіпажу, хоча танк і втратив можливість рухатися і «осліп» втративши свої прилади, тому втратив можливість обстріляти піхоту, яка його оточила, з чим власне і пов'язана велика кількість точних влучень з РПГ
Слід зазначити, що велика кількість влучаннь у танк з РПГ створює численні детонації модулів ВДЗ, які мають порівнянну кількість вибухової речовини з РПГ, що підсилює ударну хвилю і створює дві відомі проблеми: ударна хвиля пошкоджує прилади танка, а також збільшує ризик контузії власної піхоти яка прикриває танк від гранатометників. У Т-14 застосовану нову технологію знищення РПГ і ПТКР меншою кількістю вибухової речовини, тому виключаються пошкодження приладів танка і підвищується безпека власної піхоти.